# Пшезьдзецько-Дроґошево
Пшезьдзецько-Дроґошево (пол. Przeździecko-Drogoszewo) — село в Польщі, у гміні Замбрув Замбровського повіту Підляського воєводства.
Населення — 121 особа (2011).
У 1975-1998 роках село належало до Ломжинського воєводства.

## Демографія
Демографічна структура станом на 31 березня 2011 року:
|          | Загалом | Допрацездатний вік | Працездатний вік | Постпрацездатний вік |
| -------- | ------- | ------------------ | ---------------- | -------------------- |
| Чоловіки | 60      | 12                 | 40               | 8                    |
| Жінки    | 61      | 16                 | 28               | 17                   |
| Разом    | 121     | 28                 | 68               | 25                   |